# Adaptivní očekávání
Adaptivní očekávání jsou v ekonomii očekávání toho, co se stane v budoucnosti, na základě minulých zkušeností. Například pokud byla v minulosti vyšší než očekávaná inflace, lidé to promítnou do svých budoucích očekávání.